# Jurzyn (województwo mazowieckie)
Jurzyn – wieś w Polsce położona w województwie mazowieckim, w powiecie płońskim, w gminie Nowe Miasto.
W skład sołectwa wchodzą wsie Jurzyn i Modzele-Bartłomieje.
W latach 1975–1998 miejscowość administracyjnie należała do województwa ciechanowskiego.